# ألبرتو بايو
ألبرتو بايو (بالإسبانية: Alberto Bayo)‏ (كاماغواي 27 مارس 1892 - هافانا 4 أغسطس 1967) هو عسكري وطيار إسباني كوبي شارك في الحرب الأهلية الإسبانية، وبعد ذلك أصبح مرشدًا في الثورة الكوبية التي أطاحت بدكتاتورية فولجنسيو باتيستا وأتت بفيدل كاسترو إلى السلطة.

## السيرة الذاتية
ولد بايو في القبطانية العامة لكوبا وأكمل دراسته في الولايات المتحدة وانضم في شبابه إلى الطيران العسكري الإسباني، حيث أصبح طيارا سنة 1916، ولكنه طرد منها بسبب مبارزة. وأُجبر على الانضمام إلى الفيلق الإسباني في 1924، فشارك في الحرب المغربية لمدة عامين في قيادة سرية. وفي 1925 أصيب بجروح خطيرة في الفخذ، فقضى عامًا في النقاهة. وفي سنة 1926 طلب العودة إلى محمية المغرب، وكان جزءًا من قوات الجنرال كاباص - وشارك في الحروب حتى 1927.
عاد إلى القوة الجوية خلال الجمهورية الإسبانية الثانية وتمركز في مناصب إدارية، لكنه لم تتم ترقيته. في هذا الوقت انضم إلى الاتحاد العسكري الجمهوري المناهض للفاشية (UMRA). في وقت الانقلاب الذي أشعل الحرب الأهلية، كان لا يزال يحمل رتبة نقيب في الطيران والمشاة، متجهًا إلى مطار إل بارت دي يوبريغات العسكري في برشلونة. ظل مخلصًا للحكومة الجمهورية وكان مسؤولاً عن توجيه تحرير إيبيزا وفورمينتيرا في 8 و 9 أغسطس، وإنزال ميورقة - في أيدي المتمردين - في 16 أغسطس 1936. على الرغم من ميزة المباغتة، إلا أن الجمهوريون اضطروا إلى التراجع والتخلي عن مناطقهم في ميورقة يوم 4 سبتمبر 1936. وقد استجوب بايو بسبب هزيمته، ولكن تمت تبرئته.
تم تعيينه في منصب رئيس الأركان الثاني للفيلق الخامس في معركة برونيت ولكن عارض موديستو قائد الوحدة ذلك وشعر بايو بالارتياح، وأعفى من ذلك. وتمت ترقيته على التوالي إلى رتبة قائد ومقدم. وكان مسؤولاً عن إعداد طابور حرب العصابات في سييرا دي مدريد، لكن أخيرًا لم يتم تنفيذ المشروع وقضى بايو معظم الحرب ملحقًا عسكريًا في وزارة الحرب.
بعد انتهاء الحرب سنة 1939 ذهب إلى المنفى في المكسيك وعمل أستاذا في مدرسة الطيران في غوادالاخارا. كان بايو على اتصال في المكسيك مع ثوار بارزين في أمريكا اللاتينية، وكان أحد المدربين العسكريين للمقاتلين الكوبيين لحركة 26 يوليو بقيادة فيدل كاسترو. التحق بالمقاتلين كمستشار وشارك في الثورة الكوبية. هناك حافظ على صداقة وثيقة مع كاسترو وتشي جيفارا. في حين أنه من غير المعروف ما إذا كان استمر في الاتصال بوكلاء سوفيات مثل «القائد كارلوس كونتريراس» (فيتوريو فيدالي)، فقد كان كلاهما موجودين في المكسيك في نفس الفترة.

## وفاته
توفي في 4 أغسطس 1967 برتبة جنرال في الجيش الكوبي، لكن بشارة الطيران للجمهورية الإسبانية الثانية.

## وصلات خارجية
- Cubaliteraria: Albert Bayo باللغة الإسبانية
- wannadoo: Alberto Bayo باللغة الإسبانية
- El Ejército Popular Republicano باللغة الإسبانية
- España en Guerra باللغة الإسبانية (.pdf)
- Alberto Bayo: Gerilla Nedir? باللغة التركية